# OpenProj
OpenProj – program do wspomagania zarządzania projektami.
Jest to produkt typu Open Source, konkurencyjny wobec Microsoft Project oraz OnePoint Project.
Obecnie nie istnieje wersja polska programu.